# Pournoy-la-Chétive
 Pournoy-la-Chétive  es una población y comuna francesa, en la región de Lorena, departamento de Mosela, en el distrito de Metz-Campagne y cantón de Verny.

## Demografía
| 152 | 170 | 345 | 563 | 520 | 666 |
| Para los censos de 1962 a 1999 la población legal corresponde a la población sin duplicidades (Fuente: INSEE [Consultar]) |     |     |     |     |     |